# Galesburg (Illinois)
Galesburg ist eine Stadt (mit dem Status „City“) und der Verwaltungssitz des Knox County im Westen des US-amerikanischen Bundesstaates Illinois. Im Jahr 2010 hatte die Stadt 32.195 Einwohner.

## Geografie
Galesburg liegt auf 40°56′52″ nördlicher Breite und 90°22′16″ westlicher Länge und erstreckt sich über 44 km².
Nachbarorte sind Henderson (9,7 km nördlich), Wataga (14,5 km nordöstlich), East Galesburg (5,2 km östlich), Knoxville (9 km südöstlich), Abingdon (18,9 km südlich) und Cameron (17,5 km südwestlich).
Die nächstgelegenen größeren Städte sind Chicago (298 km nordöstlich), Illinois’ Hauptstadt Springfield (176 km südöstlich), St. Louis in Missouri (313 km südlich), Iowas Hauptstadt Des Moines (336 km westnordwestlich) und die Quad Cities (75,5 km nördlich).

## Verkehr

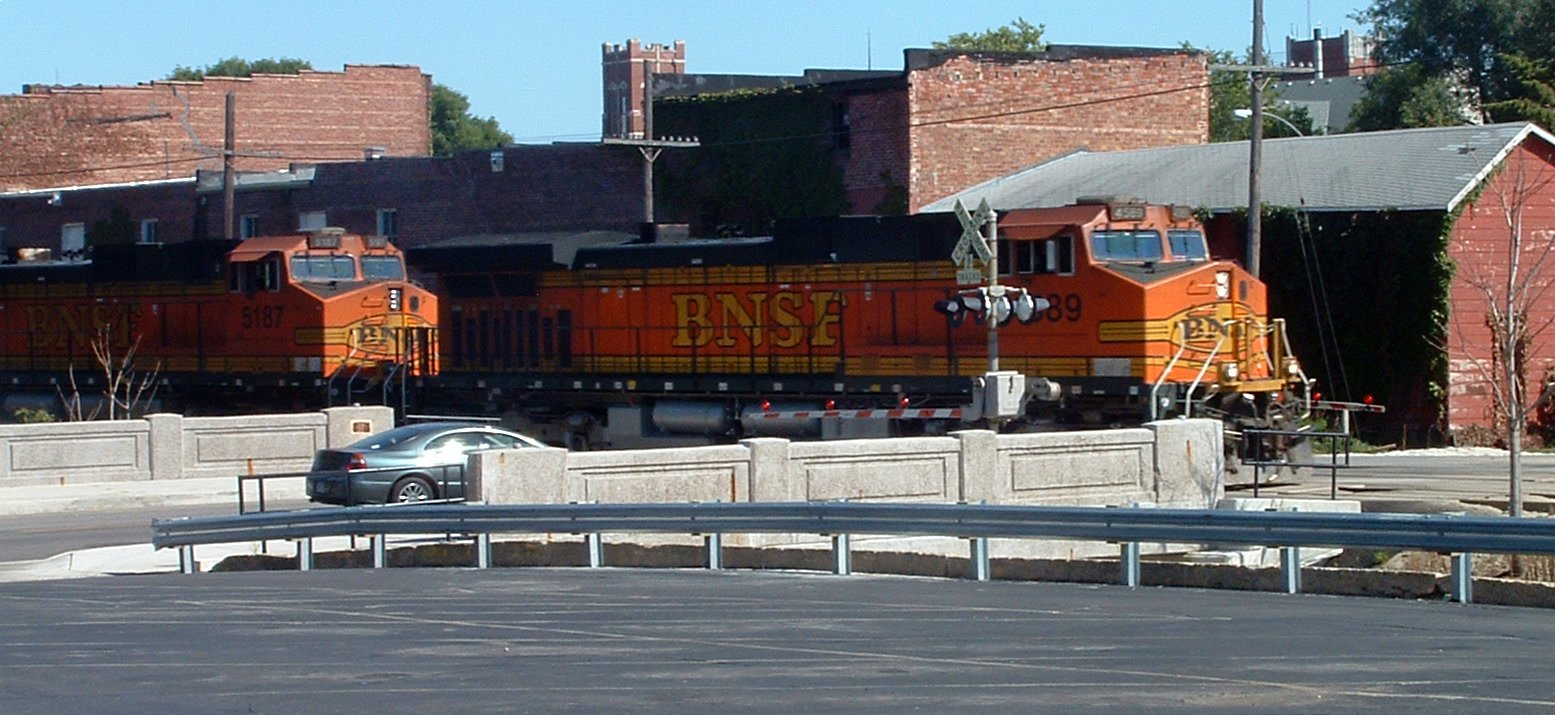
BNSF Railway bei der Durchfahrt durch Galesburg

Am östlichen Stadtrand verläuft die Interstate 74, von der im Nordosten der Stadt der die nördliche und westliche Umgehungsstraße bildende ebenfalls zum Freeway ausgebaute U.S. Highway 34 abzweigt. Im Stadtzentrum treffen der U.S. Highway 150 und die Illinois State Routes 41 und 164 zusammen.
Galesburg ist ein Knotenpunkt mehrerer Eisenbahnlinien der BNSF Railway, die hier mit dem Galesburg Yard einen großen Rangierbahnhof betreibt. Auf den Strecken der BNSF verkehren auch mehrere Amtrak-Schnellzüge von Chicago in westliche Richtung, darunter der Southwest Chief nach Los Angeles.
Im Südwesten des Stadtgebiets befindet sich der Galesburg Municipal Airport. Die nächstgelegenen größeren Flughäfen sind der 77 km südöstlich gelegene General Wayne A. Downing Peoria International Airport und der 63,4 km nördlich gelegene Quad City International Airport.

## Geschichte
1835 erwarb eine Gruppe von Siedlern aus New York den Grund und Boden für die ein Jahr später erfolgte erste Besiedlung.
Das heute noch bestehende Knox College wurde von George Washington Gale im Jahr 1837 gegründet. Der neu entstehende Ort wurde nach Gale benannt.
Im Knox College wurde 1837 die erste Sklavenbefreiervereinigung gegründet, die zu einem Teil der Underground Railroad wurde.
Im Jahr 1857 verabschiedete die parlamentarische Versammlung von Illinois ein Gesetz, den Act to Incorporate the City of Galesburg, das den Ort zur „City“ erhob.
Seit 1973 ist Galesburg Verwaltungssitz (County Seat) des Knox County.

## Demografische Daten
Nach der Volkszählung im Jahr 2010 lebten in Galesburg 32.195 Menschen in 13.024 Haushalten. Die Bevölkerungsdichte betrug 731,7 Einwohner pro Quadratkilometer.
Ethnisch betrachtet setzte sich die Bevölkerung zusammen aus 81,1 Prozent Weißen, 11,5 Prozent Afroamerikanern, 0,2 Prozent amerikanischen Ureinwohnern, 0,9 Prozent Asiaten sowie aus anderen ethnischen Gruppen; 3,2 Prozent stammten von zwei oder mehr Ethnien ab. Unabhängig von der ethnischen Zugehörigkeit waren 6,9 Prozent der Bevölkerung spanischer oder lateinamerikanischer Abstammung.
In den 13.024 Haushalten lebten statistisch je 2,13 Personen.
19,7 Prozent der Bevölkerung waren unter 18 Jahre alt, 62,2 Prozent waren zwischen 18 und 64 und 18,1 Prozent waren 65 Jahre oder älter. 49,5 Prozent der Bevölkerung war weiblich.
Das jährliche Durchschnittseinkommen eines Haushalts lag bei 33.510 USD. Das Pro-Kopf-Einkommen betrug 18.799 USD. 20,8 Prozent der Einwohner lebten unterhalb der Armutsgrenze.

## Bekannte Bewohner
- Edwin H. Conger (1843–1907), Abgeordneter des US-Repräsentantenhauses (1885–1890) und Diplomat, lebte und studierte in Galesburg
- George Washington Gale Ferris (1859–1896), Ingenieur, geboren in Galesburg
- Charles Telford Erickson (1867–1966), Pfarrer und Gründer einer Landwirtschaftsschule in Albanien
- Carl Sandburg (1878–1967), Dichter, Journalist und Historiker, geboren in Galesburg
- Riley F. Ennis (1897–1963), Generalmajor der United States Army, geboren in Galesburg
- Dorothea Tanning (1910–2012), Malerin, Bildhauerin und Schriftstellerin
- Hugh Gillin (1925–2004), Schauspieler, geboren in Galesburg
- John Rusling Block (* 1935), Politiker, geboren in Galesburg
- David A. Bramlett (* 1941), General der United States Army, geboren in Galesburg
- Todd Hamilton (* 1965), Profigolfer, geboren in Galesburg